# Pulau Sejuk
Pulau Sejuk is een bestuurslaag in het regentschap Batu Bara van de provincie Noord-Sumatra, Indonesië. Pulau Sejuk telt 3480 inwoners (volkstelling 2010).